# کشتار نوامبر ۱۹۴۱ در دژ نهم
کشتارهای نوامبر ۱۹۴۱ در دژ نهم به دو تیراندازی دسته جمعی جداگانه به ۴۹۳۴ یهودی آلمانی در دژ نهم در نزدیکی کاوناس، لیتوانی گفته می‌شود. این نخستین کشتار سیستماتیک یهودیان آلمانی در جریان هولوکاست بود. این پرسش که نقش این کشتارها در شکل‌گیری راه حل نهایی چه بوده‌است، مورد اختلاف میان تاریخ‌نگاران است.

## پیشینه
در سپتامبر ۱۹۴۱، آدولف هیتلر، رهبر آلمان نازی تصمیم گرفت که ۳۰۰٬۰۰۰ یهودی با ملیت آلمانی، اتریشی یا چک تا پایان سال از آلمان اخراج شوند. از این یهودیان گاه به عنوان «یهودیان رایش» یاد می‌شد. وظیفه سازماندهی اخراج را به هاینریش هیملر و راینهارت هایدریش سپردند. از ۱۵ اکتبر ۱۹۴۱، هنگامی که اخراج‌ها آغاز شد، تا ۲۱ فوریه ۱۹۴۲، هیملر و هایدریش توانستند ۵۸٬۰۰۰ تن که اکثراً یهودی بودند را از رایش اخراج کنند، اما ۵٬۰۰۰ کولی نیز شامل آن‌ها می‌شدند. این اخراج‌ها توسط ۵۹ قطار ترابری انجام شد که هر کدام تقریباً ۱۰۰۰ نفر را جابجا می‌کرد. نیاز به میزان قابل توجهی کار اداری برای تعیین این بود که کدام یهودیان از کشور اخراج می‌شوند، ترتیب حمل و نقل آن‌ها و نیز توقیف دارایی‌هایی که ممکن بود باقی بمانند. یهودیان منتقل شده ناچار بودند دارایی‌های خود را اعلام کنند و تقریباً همه چیز با ارزش را پشت سر بگذارند.
در حالی که اردوگاه‌های کار اجباری مدت‌ها بود که در آلمان وجود داشتند، در سپتامبر ۱۹۴۱، هیچ اردوگاهی برای پاکسازی ساخته نشده بود. [۳] مقصد این قطارها در عوض چندین گتو بود که در آن نازی‌ها یهودیان اروپای شرقی (به گفته آن‌ها Ostjuden) را محصور می‌کردند.

## قطارهایی که راهشان را به کاوناس کج کردند
در آغاز بنا بود گتوهای ریگا، ووچ و مینسک میزبان یهودیان رایش باشند. به ویژه، برنامه‌ریزی شده بود که ۲۵ قطار به ریگا فرستاده شود. در مقر رایخس‌کومیساریات اوستلاند در ریگا، به سرپرستی هینریش لوهس، نسبت به یافتن محلی برای اسکان ۲۵٬۰۰۰ یهودی اظهار بی میلی شد. این و سایر موضوعات مرتبط با چگونگی برخورد با یهودیان در بخش شمالی سرزمین‌های اشغال شده از شوروی توسط نازی‌ها، باعث شد که لوهس و معاون او اوتو درشلر درگیر اختلاف با فرانتس اشتالکر، فرمانده آینزاتس‌گروپ A شوند که خواهان سیاستی سریعتر در پاکسازی بنیادی یهودیان بود. در ۸ نوامبر ۱۹۴۱، اشتالکر به کارمندان لوهس در ریگا اطلاع داد که ۵ قطار از ۲۵ قطاری که عازم گتو ریگا بودند به جای آن راهشان را به گتو کونو کج خواهند کرد. اشتالکر نگفت که کدام یک از این ۲۵ قطار راهشان را کج خواهند کرد. در ۲۰ نوامبر ۱۹۴۱، رودولف لانگ، یکی دیگر از فرماندهان آینزاتس‌گروپن، به دولت لوهس اطلاع داد که در واقع این پنج قطار تنها نخستین از چندین قطاری هستند که در آینده به کاوناس منتقل می‌شوند. برخی از قطارها در همان هنگام در حال رفتن به کاوناس بودند. آنها میان ۱۳ تا ۲۳ نوامبر شهرهای مونیخ، برلین، فرانکفورت، وین و برسلاو را ترک کرده بودند.

## کشتارها
کارل یگر رئیس آینزاتس‌کماندو ۳، واحدی فرعی از آینزاتس‌گروپ A، بود که تحت فرماندهی او، آینزاتس‌کماندو ۳ پس از ورود به دژ نهم، همه زندانیان را از قطار بیرون آورد، و در آنجا آن‌ها را تیرباران کرد. دو تیراندازی جداگانه در ۲۵ نوامبر و ۲۹ نوامبر رخ دادند. در تیراندازی ۲۵ نوامبر، ۱٬۱۵۹ مرد، ۱۶۰۰ زن و ۱۷۵ کودک کشته شدند (مهاجرانی از برلین، مونیخ و فرانکفورت). در تیراندازی ۲۹ نوامبر، ۶۹۳ مرد، ۱٬۱۵۵ زن و ۱۵۲ کودک کشته شدند (مهاجرانی از وین و برسلاو). اینکه چه کسی دستور قتل این افراد را صادر کرده بود، مشخص نیست.